# Vindolanda

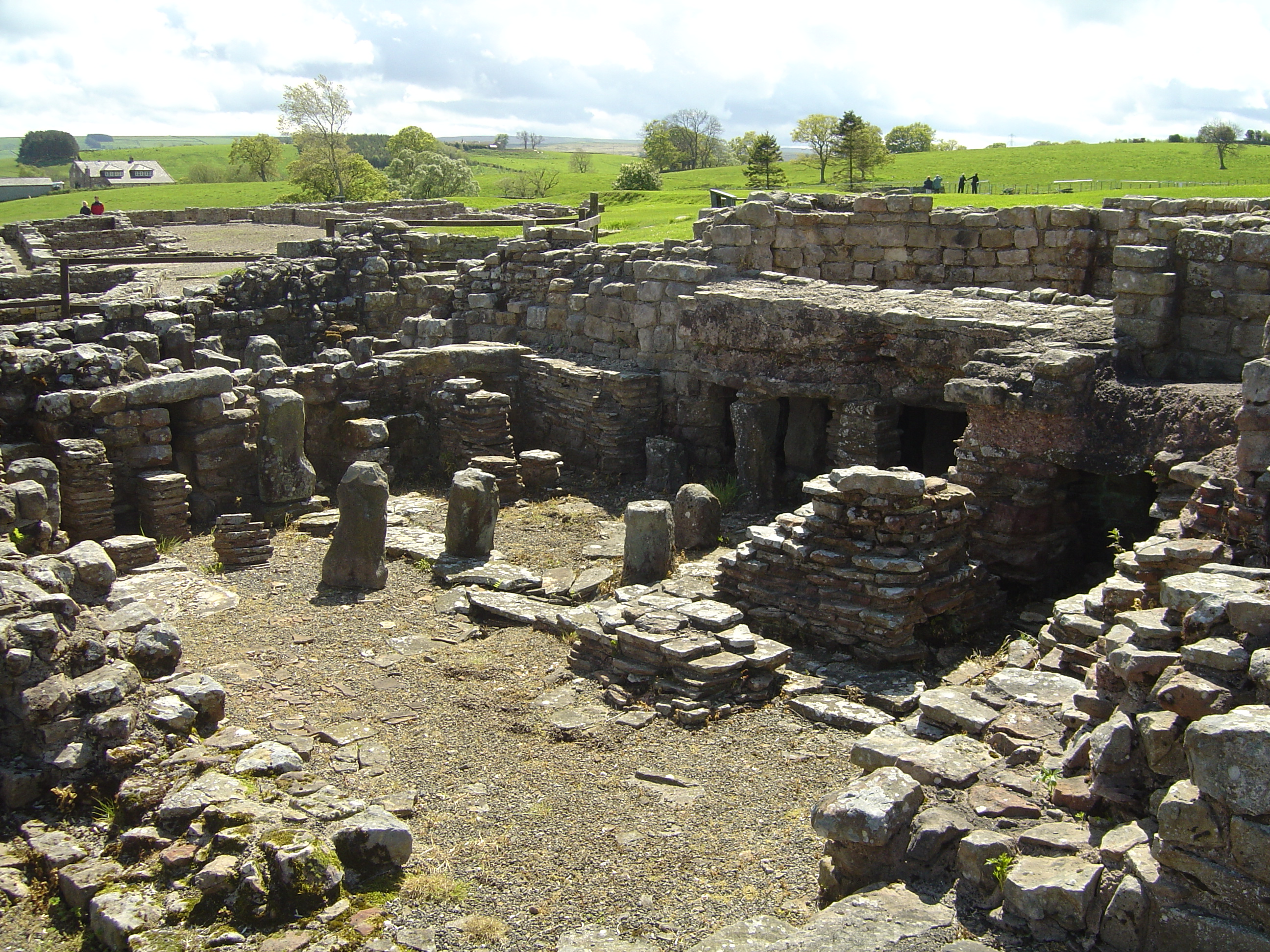

Vindolanda är ett romerskt auxilia-fort från nuvarande Chesterholm (norra England) som byggdes i slutet av 100-talet e.Kr.
Arkeologen Robin Birley som grävt där sen 1969 har gjort dom nyligaste upptäckterna på fortet. Han hittade en byggnad som härstammar från första hälften av 100-talet e.Kr. som är grannbyggnad med det äldre fortet. Det finns många inskriptioner och texter från den här perioden. Man har hittat skivtavlor av trä eftersom fortet stod under vatten. Man läser skivtavlorna med hjälp av infrafotografi eftersom texten var ristad i vax och tunna träremsor med bläckinskrifter. Fortet ligger söder om Hadrianus mur i norra England. Fortet ger en inblick i livet vid romarrikets norra gräns.